# Balingen
Balingen (en allemand : /ˈbaːlɪŋən/ ? Écouter [Fiche]) est une ville située en République fédérale d'Allemagne dans le Land du Bade-Wurtemberg.
La ville abrite le siège de la marque de handball, Kempa. 

## Histoire
| Appartenances historiques Comté de Hohenberg 1162-1403 Comté de Wurtemberg 1403-1442 Comté de Wurtemberg-Urach 1442-1482 Comté de Wurtemberg 1482-1495 Duché de Wurtemberg 1495-1803 Électorat de Wurtemberg 1803–1806 Royaume de Wurtemberg 1806–1918 République de Weimar 1918–1933 Reich allemand 1933–1945 Allemagne occupée 1945–1949 Allemagne 1949–présent |

## Personnalités
Martin Schaudt (1958-), cavalier, double champion olympique de dressage par équipe.

## Démographie

### Évolution démographique
| Évolution de la population | Évolution de la population | Évolution de la population | Évolution de la population | Évolution de la population | Évolution de la population | Évolution de la population | Évolution de la population | Évolution de la population | Évolution de la population | Évolution de la population | Évolution de la population | Évolution de la population | Évolution de la population |
| -------------------------- | -------------------------- | -------------------------- | -------------------------- | -------------------------- | -------------------------- | -------------------------- | -------------------------- | -------------------------- | -------------------------- | -------------------------- | -------------------------- | -------------------------- | -------------------------- |
| Année                      | 1622                       | 1706                       | 1745                       | 1803                       | 1823                       | 1843                       | 1855                       | 1861                       | 1871                       | 1880                       | 1900                       | 1910                       | 1925                       |
| Population                 | 1932                       | 2101                       | 2461                       | 2946                       | 3049                       | 3196                       | 2878                       | 2989                       | 3212                       | 3252                       | 3447                       | 4101                       | 4077                       |
| Année                      | 1933                       | 1939                       | 1950                       | 1961                       | 1970                       | 1975                       | 1980                       | 1987                       | 1990                       | 1995                       | 2000                       | 2005                       | 2010                       |
| Population                 | 4973                       | 6285                       | 8242                       | 11647                      | 14216                      | 29310                      | 29738                      | 30346                      | 31738                      | 33624                      | 33700                      | 34402                      | 33959                      |
| Année                      | 2015                       | 2016                       | 2017                       | 2018                       | 2019                       | 2020                       | 2021                       | 2022                       | 2023                       | 2024                       | 2025                       |                            |                            |
| Population                 | 33640                      |                            |                            |                            |                            |                            |                            |                            |                            |                            |                            |                            |                            |

## Sport
La ville abrite le club du HBW Balingen-Weilstetten qui évolue en DKB Handball-Bundesliga.

## Politique

### Jumelages

Panneau Balingen 972 km devant le Palais des Congrès de Royan.

- Royan (France)